# Стрела (созвездие)
Стрела́ (лат. Sagitta, Sge) — созвездие северного полушария неба. Занимает на небе площадь в 79,9 квадратного градуса и является третьим с конца созвездием по площади после Южного Креста и Малого Коня.

## Условия наблюдения
Наблюдается на всей территории России и на всех континентах, за исключением Антарктиды. Лучший месяц для наблюдения — июль.

## История и мифология
Созвездие дошло до нас практически в неизменном виде: древние греки называли его так же, Sagitta Oistos («стрела»). Созвездие включено в каталог звёздного неба Клавдия Птолемея «Альмагест». Считалось, что ей Геркулес хотел убить орла, которого Зевс периодически посылал клевать печень Прометея. По версии Эратосфена — это стрела, которой Аполлон стрелял в Циклопа. Натуралист-любитель, эрудит Ричард Хинкли Аллен предположил, что созвездие может представлять собой стрелу, выпущенную Гераклом в сторону соседних стимфалийских птиц (которые фигурируют в Шестом подвиге Геракла), у которых были когти, клювы и железные крылья, и которые питались человеческой плотью в болотах Аркадии, обозначаемой в небе созвездиями Орла Аквилы, Лебедя и Лиры.
У арабов созвездие называлось ас-сахм (араб. السهم ‎), что переводится как «метательное копьё» или «дротик».
Иоганн Байер в своём каталоге отметил 8 звёзд в созвездии, дав им обозначения от альфы до теты. Английский астроном Джон Флемстид добавил буквы x, y и z, к 13, 14 и 15 Стрельца в своем «Британском каталоге». Все три были удалены более поздними астрономами Джоном Бевисом и Фрэнсисом Бейли.

## Примечательные объекты

### Звёзды
Созвездие достаточно тусклое, все звёзды в нём тусклее 3m.
Самая яркая звезда — Гамма Стрелы — отмечалась Птолемеем как наконечник, но Байером — как часть стержня. Это красный гигант спектрального класса M0III, находящийся на расстоянии 258 световых лет от Земли.
15 Стрелы — похожая на Солнце звезда, к которой в 1999 году было отправлено радиопослание жителей Земли возможным внеземным цивилизациям.
V Стрелы — катаклизмическая переменная двойная звезда, которая, по расчётам, в 2080-х годах на время станет одной из самых ярких звёзд ночного неба.
WZ Стрелы — карликовая новая типа SU Большой Медведицы, меняющая блеск от обычного 15m до 7m во время вспышек, последние из которых были в 1913, 1946, 1978 и 2001 годах.
У звезд HD 231701 и HAT-P-34 открыты экзопланеты.

### Объекты глубокого космоса
Созвездие лежит в плоскости Галактики, на самой границе Большого разлома.
M 71 — шаровое звёздное скопление с довольно низкой плотности, из-за чего его иногда принимали за крупное рассеянное скопление.
В созвездии есть две примечательных планетарных туманности. Первая — NGC 6886, в центре которой находится горячая звезда с температурой 142000 K, уже сошедшая с асимптотической ветви гигантов. Вторая — туманность Ожерелье, которая раньше была двойной системой, но звезда меньшей массы оказалась слишком близко к более массивной и была поглощена. Обе туманности находятся примерно в 15000 световых годах от Земли.